# Mex (Saint-Maurice)
Mex (toponimo francese) è una frazione di 143 abitanti del comune svizzero di Saint-Maurice, nel Canton Vallese (distretto di Saint-Maurice).

## Storia

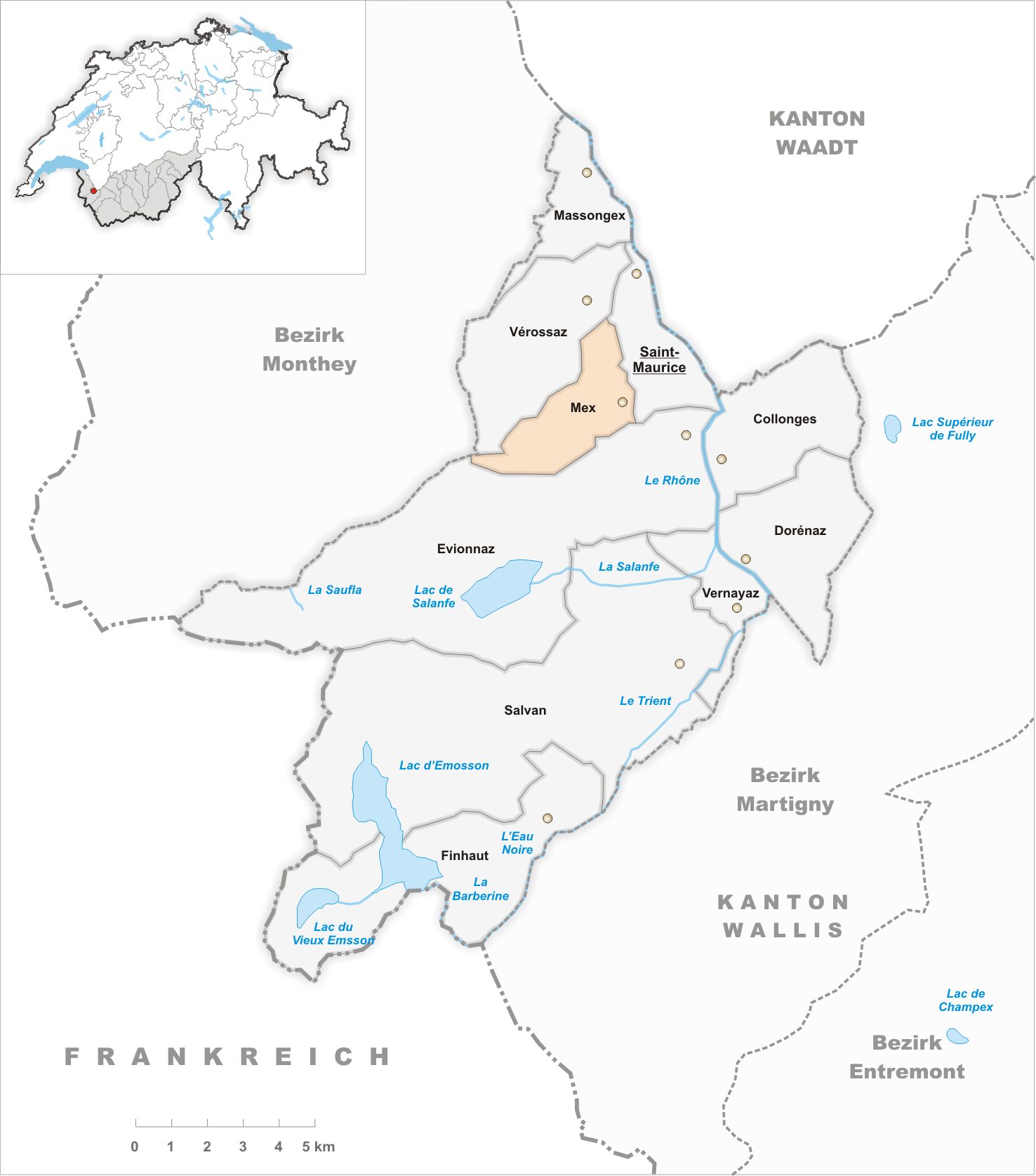
Il territorio del comune di Mex prima degli accorpamenti comunali del 2013

Già comune autonomo istituito nel 1816 per scorporo da quelle di Saint-Maurice e che si estendeva per 7,9 km², nel 2013 è stato nuovamente accorpato a Saint-Maurice.

## Monumenti e luoghi d'interesse
- Cappella cattolica di San Fiorentino, eretta nel 1906[1];
- Diga di Saint-Barthélemy B.

## Società

### Evoluzione demografica
L'evoluzione demografica è riportata nella seguente tabella:
Abitanti censiti

## Amministrazione
Ogni famiglia originaria del luogo fa parte del cosiddetto comune patriziale e ha la responsabilità della manutenzione di ogni bene ricadente all'interno dei confini della frazione.